# Carlinhos (football, juin 1994)
Pour les articles homonymes, voir Carlinhos.
 Carlos Vinícius Santos de Jesús, plus connu en tant que Carlinhos, né le 22 juin 1994 à Camacan au Brésil, est un footballeur brésilien. Il évolue au poste de milieu relayeur au en prêt de Portimonense SC.

## Biographie
Avec l'équipe du FC Aarau, il inscrit 10 buts en deuxième division suisse lors de la saison 2015-2016.